# سيد الخواتم: خواتم السلطة
سيد الخواتم: خواتم السلطة (بالإنجليزية: The Lord of the Rings: The Rings of Power) هو مسلسل مستوحى من رواية السيلماريليون التي ألفها الكاتب الراحل جون رونالد تولكين. صدر المسلسل في 2 ديسمبر 2022 على منصة برايم فيديو التابعة لشركة أمازون ويعد المسلسل الأعلى من حيث المتابعة، إذ شوهد 25 مليون مرة بعد حلقتين من صدوره.

## الممثلون والشخصيات

### الطاقم الرئيسي
- روبرت أرامايو[1]
- أواين آرثر[2]
- نازانين بنيادي[2]
- توم بادج[2]
- مورفيد كلارك بدور غالادريال[3]
- إسماعيل كروز كوردوفا[2]
- إيما هورفاث[4]
- ماركيلا كافينا[5]
- جوزيف ماويل[6]
- تروي موهافيدين[2]
- صوفيا نومفيت[2]
- ميغان ريتشاردز[2]
- ديلان سكوت سميث[2]
- تشارلي فيكرز بدور ساورون[2]
- دانيال ويمان[2]
- ماكس بالدري[7]

### ضيوف الشرف
- سيمون ميريلس بدور تريفين.

## الصدور
كان من المقرر صدور المسلسل على منصة برايم فيديو سنة 2021، لكن، وبسبب جائحة فيروس كورونا، تأجل عرضه إلى 2 سبتمبر 2022.

## الإنتاج
اشترت أمازون حقوق السلسلة مقابل 250 مليون دولار أمريكي في نوفمبر 2017 ، كما سيتم في القريب إنتاج خمسة مواسم بقيمة مليار دولار أميركي.

## وصلات خارجية
- سيد الخواتم: خواتم السلطة على موقع IMDb (الإنجليزية)
- سيد الخواتم: خواتم السلطة على موقع ميتاكريتيك (الإنجليزية)
- سيد الخواتم: خواتم السلطة على موقع روتن توميتوز (الإنجليزية)
- سيد الخواتم: خواتم السلطة على موقع فيلمافينيتي (الإسبانية)
- سيد الخواتم: خواتم السلطة على موقع كينوبويسك (الروسية)
- سيد الخواتم: خواتم السلطة على موقع ألو سيني (الفرنسية)
- سيد الخواتم: خواتم السلطة على موقع قاعدة بيانات الفيلم (الإنجليزية)